# سیارک ۱۸۲۹۲
سیارک ۱۸۲۹۲ (به انگلیسی: 18292 Zoltowski، نامگذاری:1977FB) هجده هزار و دویست و نود و دومین سیارک کشف شده‌است که در ۱۷ مارس ۱۹۷۷ کشف شد.
قدر مطلق سیارک برابر ۱۴٫۹۰ است.